# Macroversum mirum
Macroversum mirum är en djurart som tillhör fylumet trögkrypare, och som beskrevs av Giovanni Pilato och Rosario Catanzaro 1989. Macroversum mirum ingår i släktet Macroversum och familjen Macrobiotidae. Inga underarter finns listade i Catalogue of Life.